# 우덕순의사기념사업회
우덕순의사기념사업회는 1909년 10월 중국 하얼빈에서 안중근(安重根)과 함께 이토 히로부미(伊藤博文) 처단을 계획했던 애국지사 우덕순(禹德淳)을 기념하기 위해 우덕순 순국 61주년이 되는 2011년 9월 26일 출범한 비정부 민간단체이다. 현재 우덕순의 생애와 사상 연구와 후손 찾기 사업을 주요 사업으로서 추진 중에 있다.

## 출범
우덕순의사기념사업회는 2011년 9월 26일 우덕순 순국 61주년이 되는 날, 우덕순의 유해가 안장되어 있는 국립서울현충원 애국지사 묘역의 우덕순 묘를 찾아 참배하고 기념사업회 발족을 알리는 고유제를 지냄으로써 공식 출범하였다. 현재는 활동 중단된 상황이다.

## 임원
- 사무총장 : 공석

## 사업회의 조직 목적
우덕순의사기념사업회는 2011년 9월 26일(단기 4344년 음력 8월 29일) 우덕순 의사 순국 61주년을 맞아 발족한 시민단체(NGO)로, 그 기본적인 목적은 안중근 의사의 의거 동지인 우덕순 의사를 재조명하고 현창하는데 있다. 우리 역사는 성공한 이들은 영웅으로 기록하여 자손만대가 기억하고 추모하지만, 실패한 이들은 역사의 그림자 속에 묻어버려 아무도 기억하지 못하고 있다. 우덕순 의사가 바로 대표적인 분이라고 할 수 있을 것이다. 그렇기에 우덕순 의사를 재조명하고 현창하려는 것이다. 아울러 우덕순 의사를 시작으로 우리 역사의 그림자 속으로 사라진 숨은 애국지사들을 찾아내어 현창하고, 그들의 후손들의 생존권을 보장하는 것을 그 다음 목적으로 삼는다. 흔히들 "친일을 하면 3대가 흥하고, 독립운동을 하면 3대가 망한다."고 한다. 그만큼 애국지사의 후손들이 어렵게 살고 있다는 것이다. 이 말이 아직까지 한국 사회에서 통용된다는 것은 우리 사회의 슬픈 자화상이라고 할 수 있다. 이 말이 당당히 틀린 것임을 입증할 수 있도록 최선을 다해 애국지사 후손들의 생존권 보장을 위해 노력하려는 데 그 목적이 있다.

## 사업회의 목표
1. 우덕순의사기념관 건립
2. 우덕순 의사 티셔츠 제작/보급
3. 우덕순 의사 후손들에게 정기적으로 후원금 지급
4. 우덕순 의사의 생애와 사상에 대한 학술 연구
5. 우덕순 의사 평전 발간
6. 우덕순 의사 탄신일 및 순국일 기념 행사

## 활동
홍보 캠페인 전개

## 같이 보기
- 우덕순
- 안중근
- 이토 히로부미
- 조도선
- 유동하
- 효창공원
- 국립서울현충원
- 대한제국
- 안중근뼈대찾기사업회